# Улица Борсоева
У́лица Борсо́ева — улица в Советском районе города Улан-Удэ. Прежнее название — Железнодорожная.
Названа в честь Героя Советского Союза гвардии полковника Владимира Борсоева.

## География улицы
Шестиполосная улица с разделительным газоном (до перекрёстка с Иволгинской улицей). Длина — около 6500 метров. Начинается за Городским парком культуры и отдыха на Батарейке (от перекрёстка с улицами Куйбышева и Воровского) и простирается вдоль Транссибирской магистрали. В районе путепровода, по улице Ербанова, она пересекает трамвайную линию, затем идёт рядом с площадью Советов, мимо железнодорожных депо станции Улан-Удэ и заканчивается в микрорайоне Стеклозавод до железнодорожного переезда на Керамической улице. Это одна из самых длинных улиц города, проходящая через весь Советский район, одна из важнейших транспортных артерий, связывающая все три городских района. По ней можно проехать в Железнодорожный и Октябрьский районы, а также на левобережье Селенги, минуя центр города. Направление улицы на северо-запад.
С северо-восточной (чётной) стороны улицы нет высоких зданий и сооружений вследствие полосы отчуждения железной дороги, есть только гаражные кооперативы, депо для вагонов и производственные склады, базы и иные помещения. С юго-западной стороны (нечётной) улица плотно застроена жилыми и административными зданиями.
От улицы Борсоева отходят: на юго-запад и запад — улицы Куйбышева, Димитрова, Фрунзе, Советская, Профсоюзная, Ербанова, Сухэ-Батора, Иволгинская (Селенгинский мост); на юг и юго-восток — улицы Воровского, Коммунистическая, Смолина; на северо-восток — Керамическая улица. Пересекается путепроводом под Транссибирской магистралью (под улицей) и пешеходным виадуком (над улицей) на железнодорожный вокзал Улан-Удэ.

## История улицы
Её история тесно связана со строительством железнодорожной линии Транссибирской магистрали. Здесь строились дома железнодорожников, начинались стачки и массовые выступления рабочих и беднейших слоёв населения Верхнеудинска, собирались рабочие на тайные сходки, были явочные квартиры, хранилось оружие, шли кровавые схватки: перестрелки и рукопашные бои с наступающими, а затем с отступающими интервентами.
12 мая 1965 года Решением исполкома Улан-Удэнского горсовета депутатов трудящихся № 81 Железнодорожная улица была переименована в честь Героя Советского Союза В. Б. Борсоева.